# Onyeka Onwenu
Onyeka Onwenu, née à Obosi le 31 janvier 1952 et morte à Lagos le 30 juillet 2024, est une personnalité féminine nigériane. Elle est successivement chanteuse (auteure-compositrice-interprète), actrice, militante sociale et des droits de l'homme, journaliste, femme politique et juge dans la populaire émission de télévision The X Factor au Nigeria.
Elle est également présidente du Conseil des arts et de la culture de l'État d'Imo. En 2013, elle est nommée directrice exécutive/chef de la direction du Centre national pour le développement de la femme.

## Biographie
Onyeka Onwenu est originaire d'Arondizuogu, une petite ville dans l'État d'Imo rattachée à l’époque au Biafra. La guerre du Biafra, entre 1967 et 1970, affecte sa famille qui se déplace un peu plus à l’ouest du pays : elle grandit à Port Harcourt (initialement au Biafra, mais repris par les forces nigérianes dès 1968). Elle est la plus jeune fille de l'éducateur et homme politique nigérian D. K. Onwenu, qui meurt alors qu’elle n’a que quatre ans dans un accident de voiture,.

### Formation
Titulaire d'une licence en relations internationales et communication du Wellesley College (Massachusetts), une université féminine américaine, et d'une maîtrise en études des médias de la New School for Social Research (New York), Onyeka Onwenu travaille dans un premier temps comme guide touristique pour les Nations unies aux États-Unis.
Dans son autobiographie, publiée bien plus tard, en 2021, elle évoque ses années passées aux États-Unis, les difficultés liées à son statut de migrante, son expérience du harcèlement sexuel sur le lieu de travail et sa décision de quitter son emploi aux Nations Unies.

### Parcours au Nigeria
Elle rentre au Nigeria en 1980 pour effectuer son service national obligatoire d'un an auprès de la Nigerian Television Authority (NTA). Elle se marie en 1984, a deux enfants mais se rebelle contre la condition de femme mariée au Nigeria.

#### Journaliste et personnalité de la NTA
En tant qu'employée de la NTA, Onyeka Onwenu est remarquée comme présentatrice et reporter. En 1984, elle écrit et présente le documentaire de la BBC/NTA Nigeria : A Squandering of Riches, un documentaire consacré à la corruption au Nigeria et tourné avant le coup d'État militaire de décembre 1983. Ce documentaire montre également la tension à l'époque dans le delta du Niger pour le contrôle des ressources et la campagne contre la dégradation de l'environnement dans la région pétrolifère du Nigeria,. Devenue membre du conseil d'administration de la NTA, elle y travaille également comme présentatrice de télévision, animant des émissions telles que Contact (en 1988) et Who's On ? (en 1993), toutes deux diffusées sur le réseau NTA.

#### Chanteuse et actrice
Onyeka Onwenu se tourne vers la musique et la chanson dès les années 1980. La plupart de ses chansons sont écrites par elle-même. Elle écrit et chante sur des thèmes tels que la santé (VIH/SIDA), la paix et la coexistence mutuelle, le respect des droits des femmes et le sort des enfants. Elle commence une carrière discographique en 1981, alors qu'elle fait encore partie de la NTA, en publiant l'album For the Love of You, un album pop comprenant une reprise orchestrale de Hold Me Tight de Johnny Nash, un album qui secoue la scène musicale nigériane. Son deuxième album, Endless Life comprend une autre reprise, celle des Everley Brothers, Walk Right Back,.
Le premier album d'Onyeka Onwenu chez PolyGram Music, In The Morning Light, sort en 1984. Enregistré à Londres, il contient le titre Masterplan écrit par une amie proche, Tyna Onwudiwe, qui a déjà participé au documentaire d'Onwenu sur la BBC et qui a ensuite chanté sur l'album. Il contient aussi la reprise d'un titre de Blondie, The Tide Is High. En 1986, elle sort One Love, qui contient une version actualisée de la chanson (In the) Morning Light de l'album précédent. Une autre chanson, You and I, est réenregistrée pour le film Conspiracy en 2001 avec Nkem Owoh et Onyeka Onwenu elle-même.
Pour l'album Dancing In The Sun de 1988, Onwenu adopte un son plus afrocentrique et collabore avec le vétéran du jùjú Sunny Adé sur le titre Madawolohun (Let Them Say). Il s'agit de la première des trois chansons sur lesquelles les deux artistes travaillent ensemble. Les deux autres — Choices et Wait For Me — sont axées sur les relations dans un couple et la nécessité de relations sexuelles saines et consenties. Ces titres musicaux deviennent des tubes au Nigeria. Dancing In The Sun, le dernier album d'Onyeka Onwenu sorti chez Polygram, est dédié à Winnie Mandela, le sujet d'une chanson du même nom qu'Onyeka Onwenu interprète en direct lorsque Nelson Mandela et sa femme visitent le Nigeria en 1990 après la libération de prison de Mandela.
Onyeka Onwenu passe chez Benson and Hedges Music en 1992 et sort l'album éponyme Onyeka ! qui est son seul album avec ce label, après quoi elle passe à la musique chrétienne gospel.
Elle joue également comme actrice dans plusieurs films. En 2013, Onyeka Onwenu est l'un des trois juges de l'émission The X Factor au Nigeria.
En 2000, Onyeka Onwenu proteste contre son ancien employeur, la NTA, qui refuse de lui verser des droits d'auteur sur ses chansons (NTA 2 Channel 5 a utilisé Iyogogo, un titre de l'album Onyeka !, dans les logos de ses stations, sans, a priori, lui demander sa permission). Après que le directeur général de l'époque, Ben Murray-Bruce, l'ait exclue des émissions, elle entame une grève de la faim devant les locaux de la chaîne. La réaction d'Onyeka Onwenu lui attire le soutien de nombreux artistes qui dénoncent la réticence du Nigeria à payer des redevances lorsque des chansons sont diffusées à la télévision et à la radio. La NTA décide de régler le problème à l'amiable, mais nie avoir interdit à Onwenu d'apparaître sur ses chaînes. Onwenu et la NTA parviennent finalement à un accord concernant ces redevances.

#### Actrice
Le premier rôle au cinéma d'Onwenu est celui de Joke, une femme sans enfant qui adopte un bébé abandonné dans Nightmare de Zik Zulu Okafor. Ensuite, elle joue dans de nombreux films de Nollywood et, en 2006, elle remporte un Africa Movie Academy Award de la meilleure actrice dans un second rôle pour sa performance dans le film Widow's Cot. La même année, elle est nommée pour l'Africa Movie Academy Award de la meilleure actrice dans un rôle principal pour le film Rising Moon. En 2013, elle joue dans le film Half of a Yellow Sun avec Chiwetel Ejiofor et Thandiwe Newton, ainsi que dans Lion Heart (sorti en 2018).

#### Femme politique
Onyeka Onwenu devient membre du Parti démocratique populaire (People's Democratic Party). Elle se présente à deux reprises pour devenir présidente du conseil local de son gouvernement local, Ideato North Local Government Area of Imo State, et perd à chaque fois, mais est nommée présidente du Conseil des arts et de la culture de l'État d'Imo. Le 16 septembre 2013, le président Goodluck Jonathan la nomme directrice exécutive/chef de la direction du Centre national pour le développement des femmes.
En 2021, elle publie une autobiographie, My Father's Daughter.

## Filmographie
- 1996 : Nightmare, Joke, avec Pete Edochie
- 1996 : Not Your Wealth
- 1996 : Conspiracy , avec Nkem Owoh
- 1999 : Chain Reaction, avec Pete Edochie & Liz Benson
- 2004 : Government House
- 2005 : Women's Cot, avec Joke Silva
- 2005 : The Tyrant, avec Pete Edochie
- 2005 : Rising Moon
- 2005 : Omalinze , reine, avec Stephanie Okereke
- 2005 : Every Single Day
- 2006 : Different World, avec Ramsey Nouah
- 2007 : To Love an Angel, avec Ramsey Nouah
- 2007 : The Trinity, avec Kanayo O. Kanayo
- 2013 : Half of a Yellow Sun, Odenigbo's Mother, avec Chiwetel Ejiofor & Thandiwe Newton
- 2018 : Lionheart, Abigail Obiagu, avec Genevieve Nnaji & Nkem Owoh
- 2019 : Muna, avec Adesua Etomi
- 2022 : Ije Awele
- 2023 : Obara'M, Aunty Nwaka, avec Nkem Owoh